# Katanga (Tanzania)
Katanga è una circoscrizione rurale (rural ward) della Tanzania situata nel distretto di Kakonko, regione di Kigoma. Conta una popolazione di 10 668 abitanti (censimento 2012).